# ۵۴۸ (خورشیدی)
۵۴۸ پانصد و چهل و هشتمین سال هجری خورشیدی است.